# Río Guamá
El río Guamá es un curso fluvial cubano de 82 km de largo que da nombre al municipio homónimo. Nace a 960 m s. n. m., en las alturas de Sierra Maestra. Desemboca a 3 km de Chivirico, en el mar Caribe.